# Tetracanthella hatipari
Tetracanthella hatipari är en urinsektsart som beskrevs av Potapov och Kuchiev 1993. Tetracanthella hatipari ingår i släktet Tetracanthella och familjen Isotomidae. Inga underarter finns listade i Catalogue of Life.